# Makedonska falanga
Makedonska falanga, elitna taktična pehotna vojaška enota, ki jo je razvil Filip II. Makedonski in uporabljal njegov sin Aleksander Veliki v vojni proti Perzijskemu cesarstvu in bitkah z drugimi armadami. Falanga je bila  v celem helenističnem obdobju dominantna vojaška enota, čeprav se je vojskovanje kasneje pretvorilo v časovno bolj raztegnjene operacije, v katere so bila vključena tudi obleganja in vojskovanje na morju. Falango je izpodrinila rimska legija.

## Razvoj
Filip II. je bil velik del mladosti talec v Tebah, kjer se je pod vodstvom slavnega generala Epaminonda učil vojašjih in diplomatskih veščin. Po vrnitvi v Makedonijo leta 364 pr. n. št. je s svojim znanjem in izkušnjami reformiral makedonsko armado in organziral makedonsko falango. Falangisti so bili profesionalni vojaki in eni prvih, ki so opravili vojaški dril. Usposobljenost jim je omogočala zapleteno in spretno manevriranje, ki je daleč presegalo sposobnosti takratnih armad.  Falangisti so se bojevali v strnjeni pravokotni formaciji, običajno globoki osem vrst. Na čelu vsake kolone je bil njen poveljnik, v sredini kolone pa je bil njegov namestnik. Zadnje vrste falange so se zato po potrebi brez težav pomaknile na krila in po potrebi razširile čelo fronte.

## Oprema
Primarno orožje falangistov je bila sarisa, od 4 do 7 metrov dolgo kopje iz drenovega lesa z dvema konicama. Prednja konica je bila bojna, zadnja pa je služila za sidro ali protiutež. Sariso so med pohodom razstavili v dva dela in jo pred bitko sestavili. Tako dolgo orožje je bilo za boj od blizu neuporabno, strnjena formacija pa je zlahka zadrževala nasprotnika na večji razdalji. V boju so bila kopja prvih petih vrst falangistov spuščena, kopja zadnjih vrst pa dvignjena. Pomožno orožje falangistov je bil kratek meč.

## Formacija
Niti Filip niti Aleksander nista uporabljala falange za svoje glavno orožje. Z njo sta samo zadrževala prodiranje nasprotnika, dokler se ni njuna težka konjenica prebila skozi nasprotnikove vrste. Konjenica se je bojevala v  klinasti formaciji in je bila umeščena daleč na desnem krilu. Po preboju konjenice so se v boj vključili elitni pešaki hipaspisti, ki so bili tudi kraljeva osebna straža, za njimi pa falanga.  Na levem krilu so bila običajno zavezniška konjenica, ki so jo novačili v Tesaliji. Njihova konjenica se je bojevala v romboidni formaciji in je imela predvsem brambno vlogo.
V makedonski vojski so bile tudi druge enote: spopadniki, izvidniki in rezerva zavezniških hoplitov, lokostrelcev in artileristov. Falangisti so imeli zelo malo prtljage in samo enega služabnika na nekaj mož. To jim je omogočilo veliko pohodno hitrost, ki je ne morejo doseči niti sodobne armade. Nekatere armade so se Aleksandru vdale brez boja preprosto zato, ker so njegov prihod pričakovale šele čez nekaj dni. Falangisti so bili izurjeni tudi za kratke forsirane pohode.

## Prednosti
Makedonska falanga se ni bistveno razlikovala od hoplitske falange drugih grških držav. Vojaki so bili samo bolj izurjeni, oboroženi s sariso, na katero je morala vnaprej računati predvsem nasprotnikova konjenica, in lažje oklepljeni, kar jim je  omogočalo večjo vzdržljivost na dolgih pohodih in celo sprint preko praznega prostora do nasprotnikovih prednjih položajev. Velik doseg njihovega dobro uravnoteženega kopja je izurjenim enotam kljub veliki dolžini omogočal izredno mobilnost in odlične obrambne in napadalne sposobnosti. V Filipovih in Aleksandrovih časih je imela falanga nedvomno tehnično premoč.
Stoletja kasneje je  Canton po makedonskem zgledu organiziral milico švicarskih kopjanikov, ki so imeli proti slabo usposobljenemu nasprotniku podobne prednosti kot makedonska falanga. Tudi pri švicarskih kopjanikih  je bila najpomembnejša izurjenosti vojakov in strnjenost njihove enote.

## Pomanjkljivosti
V zgodnjem helenističnem obdobju so bile armade podobno opremljene in so se bojevale na približno enak način kot Aleksandrova. Proti koncu obdobja je prišlo do odmika od uporabe kombiniranih vojaških  enot, potem pa je ključno vlogo spet dobila falanga. Njena naloga je bila prodreti v nasrotnikove vrste. Enako vlogo so mnogo pred tem imeli hopliti.  Enota je zato postala bolj ranljiva, predvsem zaradi slabo zavarovanih bokov, in, kar je še huje, razpada formacije pri hitrem prodiranju preko neravnega terena. Dokler je nasprotnik uporabljal enako taktiko, pomanjkljivosti niso bile očitne, s pojavom rimske legije pa so se njene pomanjkljivosti v velikih bitkah izkazale za usodne.  Najbolj značilen primer je bila bitka pri Pidni, v kateri so Rimljani prodrli skozi vrzeli v makedonskih vrstah in zlahka premagali falangiste.

## Poskusi oživljanja v rimskem obdobju
Nekateri rimski cesarji so bili veliki občudovalci Aleksandra Makedonskega in so poskušali posnemati makedonsko falango. To potrjujejo Kasij Dion, Herodijan in zbirka biografij rimskih cesarjev Historia Augusta. Cesar Karakala (211–217)  je ustanovil falango 16.000 mož, rojenih v Makedoniji, s poveljniki, ki so imeli imena Aleksandrovih častnikov. Imitacijo makedonske falange s 30.000 falangisti je imel tudi cesar Aleksander Sever (222-235) in z njo izvojeval mnogo zmag v perzijskih vojnah.

## Sklic
1. ↑  Anthon Charles (1888), A Classical Dictionary containing the Principle Proper Names Mentioned in  Ancient Authrors, 1. del, Kessinger Publishing, 2005, str. 2299.

## Vira
- Warry, J. (1995). Warfare in the Classical World. University of Oklahoma Press, Norman. COBISS 5400526. ISBN 0-8061-2794-5.
- H. Delbück, Geschichte der Kriegskunst, ponatis prve izdaje iz leta 1900, Nikol Verlag, Hamburg, 2003, ISBN 3-933203-73-2.